# Schulordnungsgesetz
Das Gesetz Nr. 812 zur Ordnung des Schulwesens im Saarland, auch Schulordnungsgesetz (SchoG), regelt die rechtlichen Grundlagen des Schulwesens im Saarland.

## Gesetzesstruktur
Das Gesetz ist wie folgt strukturiert:
- Teil I: Aufgabe und Aufbau des Schulwesens (§ 1 - § 15a)
  - 1. Abschnitt: Allgemeines (§ 1 - § 8)
  - 2. Abschnitt: Geordneter Schulbetrieb (§ 9)
  - 3. Abschnitt: Der Religionsunterricht (§ 10 - § 15)
  - 4. Abschnitt: Sexualerziehung (§ 15a)
- Teil II: Die Schulen (§ 16 - § 36)
  - 1. Abschnitt: Allgemeine Rechtsverhältnisse (§ 16 - § 20f)
  - 2. Abschnitt: Schulleitung, Lehrkräftekonferenzen und Schulkonferenz (§ 21 - § 24)
  - 3. Abschnitt: Schulregionkonferenz, Landesschulkonferenz (§ 25 - § 26)
  - 4. Abschnitt: Lehrkräfte (§ 27 - § 29)
  - 5. Abschnitt: Schülerinnen und Schüler (§ 30 - § 35)
  - 6. Abschnitt: Elternvertretung (§ 36)
- Teil III: Schulunterhaltung und Schulverwaltung (§ 37 - § 51)
  - 1. Abschnitt: Schulträger (§ 37 - § 40)
  - 2. Abschnitt: Personalkosten (§ 41 - § 43)
  - 3. Abschnitt: Sachkosten (§ 44 - § 49)
  - 4. Abschnitt: Erziehungsbeihilfen (§ 50)
  - 5. Abschnitt: Kommunale Schulverwaltung (§ 51)
- Teil IV: Schulaufsicht (§ 52 - § 57)
  - 1. Abschnitt: Allgemeine Bestimmung (§ 52 - § 54)
  - 2. Abschnitt: Schulaufsichtsbehörde (§ 55 - § 57)
- Teil V: Übergangs- und Schlussvorschriften

## Wesentliche Gesetzesinhalte

### Aufgabe der Schule
Auftrag der Schule ist die Erziehung und Bildung der Schüler, welche an deren Fähigkeiten ausgerichtet sein und sie auf ihre Verantwortung in Staat und Gesellschaft vorbereiten soll. Unter Rücksichtnahme auf anders Denkende bilden christliche Werte die Grundlage.

### Geltungsbereich
Das Gesetz gilt für Schulen in staatlicher Trägerschaft, für Privatschulen nur dann, wenn dies ausdrücklich bestimmt ist. Das Recht der Privatschulen wird durch das Gesetz Nr. 751 „Privatschulgesetz“ vom 30. Januar 1962 geregelt.

### Religionsunterricht
Der Religionsunterricht ist an den staatlichen Schulen ein ordentliches Lehrfach. Er wird nach den Bekenntnissen getrennt von Lehrern oder Geistlichen erteilt. „Die Eltern können die Teilnahme ihrer Kinder am Religionsunterricht ablehnen. Den Kindern darf daraus kein Nachteil entstehen. Diese Ablehnung kann auch durch die Jugendlichen selbst geschehen, wenn sie das 18. Lebensjahr vollendet haben.“

### Sexualkundeunterricht
Die Sexualerziehung ist Teil des Bildungsauftrags der Schule. Sie soll altersgemäß über Sexualität aufklären und sittliche Entscheidungen in diesem Bereich sicherstellen.

### Rechtsstellung der Schulen
Schulen in öffentlicher Trägerschaft sind nicht rechtsfähig, sondern öffentliche Anstalten ihres Trägers. Dieser hat die Kosten der Schule zu tragen. Beim Erlass von Verwaltungsakten, beispielsweise dem Ausstellen von Abschlüssen, gelten Schulen als Verwaltungsbehörde. Ihre pädagogischen Angelegenheiten regeln die Schulen selbst.

### Schulpflicht
Es besteht allgemeine Schulpflicht, der alle Saarländer im Kindes-, Jugend- oder Heranwachsendenalter unterliegen. Näheres regelt das Schulpflichtgesetz. Die Vollzeitschulpflicht dauert neun Schuljahre. Es beginnt dann die Berufsschulpflicht, welche drei Jahre dauert, spätestens mit der Volljährigkeit, falls eine Ausbildung begonnen wird, mit Ende des 21. Lebensjahres endet.
Die Berufsschulpflicht ruht allerdings in vielen Fällen, insbesondere wenn andere staatliche Schulen oder Hochschulen besucht werden. Die Verletzung der Schulpflicht ist eine Ordnungswidrigkeit, die dauernde oder vorsätzliche Entziehung ist strafbar.

### Mitwirkung
Es werden Vertretungen der Lehrer, Eltern und Schüler gebildet.

## Geschichte
Am 5. Oktober 1947 wählte das Volk des Saarlandes die Verfassungsgebende Versammlung, welche am 8. November die Landesverfassung verabschiedete. Das Saarland gehörte zu dieser Zeit noch zu Frankreich. Die französische Regierung erlaubte am 15. Dezember desselben Jahres die Verfassung, sodass diese zwei Tage später in Kraft trat. Diese Verfassung behandelte im dritten Abschnitt das Bildungswesen. Demnach sollten die Schüler dazu erzogen werden, ihre Aufgabe in Familie und Gesellschaft erfüllen zu können. Das Schulwesen war wesentlich durch das Christentum bestimmt. Am 5. Mai 1965 verabschiedete der Landtag ein Schulgesetz, welches am 1. Juli desselben Jahres in Kraft trat. Das Gesetz wurde am 21. August 1996 neu gefasst. Seitdem wurde die Norm insgesamt 19 Mal, zuletzt am 22. Januar 2021, geändert.